# Inel I (cartier în Constanța)
Inel I este un cartier din Constanța. Are ca ax principal strada Soveja și se întinde de la Galeriile Soveja până la Institutul de Marină.

 Acest articol despre o localitate din județul Constanța este deocamdată un ciot. Puteți ajuta Wikipedia prin completarea lui.